# Dante Frasnelli Tarter
Dante Frasnelli Tarter OSI (* 6. Januar 1925 in Dardine, heute zu Predaia, Trentino; † 10. Januar 2020 in Lima) war ein italienischer römisch-katholischer Ordensgeistlicher und Prälat von Huari.

## Leben
Dante Frasnelli Tarter trat der Ordensgemeinschaft der Oblaten des Heiligen Joseph bei und empfing am 6. Juli 1952 die Priesterweihe. 1953 ging er in die Mission nach Peru.
Papst Paul VI. ernannte ihn am 3. August 1967 zum Prälaten von Huari und Titularbischof von Urusi. Der Erzbischof von Trujillo Carlos Maria Jurgens Byrne CSsR spendete ihm am 1. November desselben Jahres die Bischofsweihe; Mitkonsekratoren waren Teodosio Moreno Quintana, Bischof von Huaraz, und Orazio Ferrucio Ceól OFM, Bischof von Qichun.
Am 30. November 1977 verzichtete er im Zuge der neuen Vergaberichtlinien der römischen Kurie auf seinen Titularbischofssitz. Am 13. Juni 2001 nahm Papst Johannes Paul II. seinen altersbedingten Rücktritt an.
Frasnelli galt als Pionier des Kooperativismus und der Solidarwirtschaft. Er engagierte sich bei großen Kooperations- und Solidarwirtschaftsprojekten und trug zur integralen menschlichen Entwicklung der Region bei.